# Квіткокол індиговий
Квіткокол індиговий (Diglossa indigotica) — вид горобцеподібних птахів родини саякових (Thraupidae). Мешкає в Колумбії і Еквадорі.

## Опис

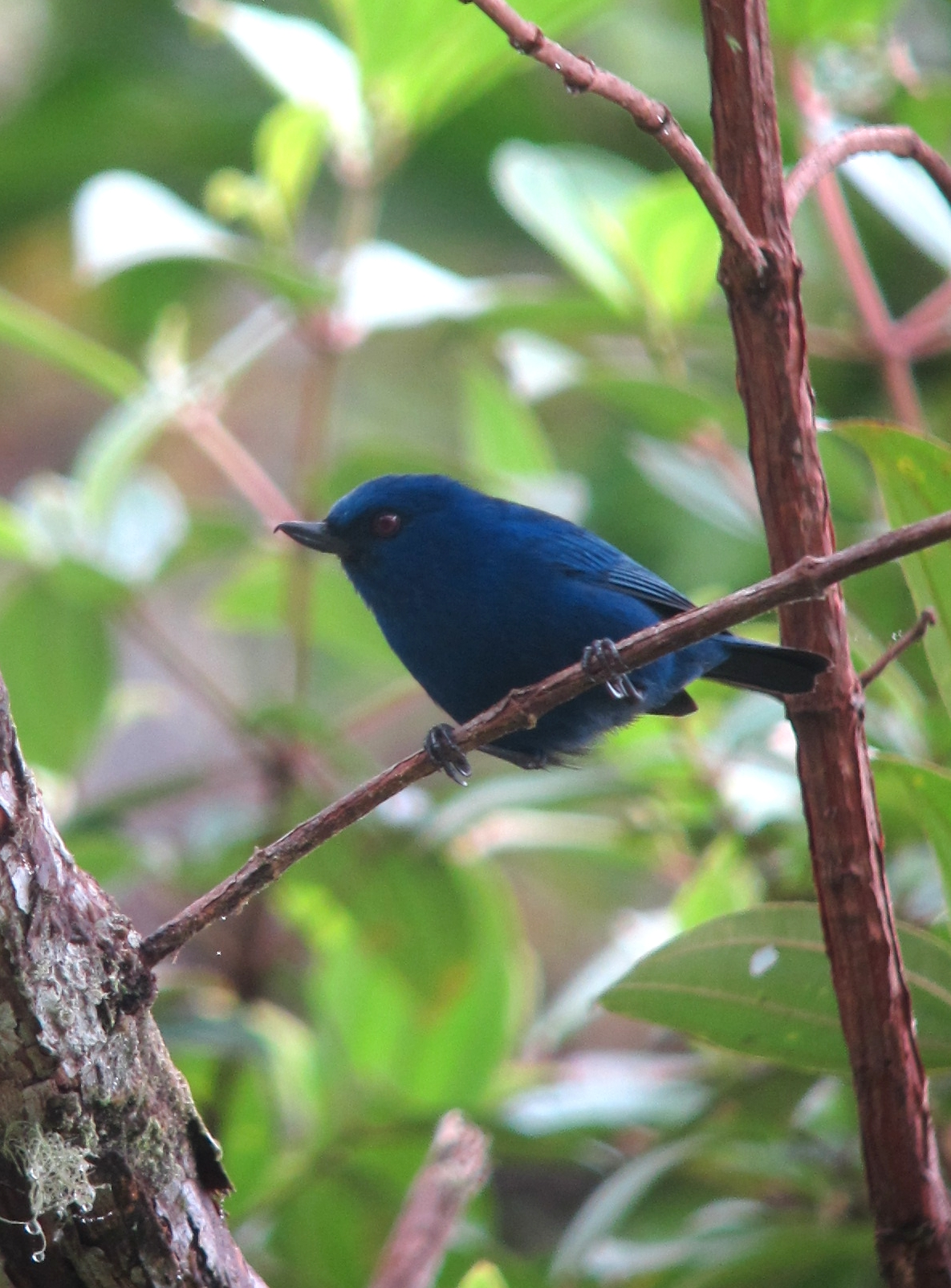
Індиговий квіткокол

Довжина птаха становить 11 см, вага 10,5-18 г. Забарвлення переважно індигово-синє, блискучє, на обличчі чорна "маска". Хвіст темний, стернові пера мають індигові края. Нижні покривні пера крил індигово-сині, першорядні і другорядні покривні пера крил мають індигово-сині края. Махові пера чорнуваті з вузькими синіми краями. Райдужки яскраво-червоні, дзьоб чорний, вигнутий догори, на кінці гачкуватий, лапи чорні. Виду не притаманний статевий диморфізм.

## Поширення й екологія
Індигові квіткоколи мешкають на західних схилах Анд в Колумбії і Еквадорі (на південь до Пічинчи). Вони живуть у вологих гірських і хмарних тропічних лісах з великою кількістю моху, ліан, бромелієвих та інших епіфітів та на узліссях. Зустрічаються поодинці або парами, на висоті від 700 до 2200 м над рівнем моря. Іноді приєднуються до змішаних зграй птахів. Живляться нектаром, ягодами і дрібними безхребетними.